# بيزا أرجي
بيزا أرجي (مواليد 27 يوليو 1995) هي لاعبة كرة طائرة تركية تلعب في نادي اكزاسيباسي فيترا.